# 宇治紫文
宇治 紫文（うじ しぶん）は、一中節の三味線方の名跡。代々都派の宇治派家元。

## 初代
（寛政3年（1791年） - 安政5年2月22日（1858年4月5日））本名は勝田権左衛門。通称、雄輔という。
江戸浅草材木町の名主。一中節菅野派の家元2代目菅野序遊の門下。後に都派に転じ都一閑斎と名乗る。1849年に宇治紫文斎と名乗り宇治派を樹立した。数十曲の新曲を残している。

## 2代目
（文政4年（1821年） - 明治12年（1879年）9月13日）
初代の実子で名を福太郎という。最初は初代宇治紫鳳、1859年に2代目紫文を襲名。1875年5月に隠居し宇治閑斎翁を名乗った。

## 3代目
（天保5年12月17日（1834年1月15日） - 明治36年（1903年）10月21日）
本所の生まれ。家業は質屋で1855年に発生した安政江戸地震で自宅が倒壊し呉服業に転業、1857年に一中節菅野派で初代菅野序柳になったが廃業し三味線の糸商に転業、その後宇治派に転じて初代宇治倭文の門下で2代目宇治紫鳳から1875年5月に3代目紫文を襲名した。「葵の上」「廓文」を作曲。

## 4代目
（明治14年（1881年）2月28日 - 昭和18年（1943年）11月17日）本名は鈴木喜久。
東京の生まれ、3代目紫文の孫娘。祖父や杵屋六繁の陶酔し1901年に4代目宇治倭文、1921年に4代目紫文を襲名した。

## 5代目
（明治19年（1886年）3月7日 - 昭和46年（1971年）1月7日）本名は中村久江（ひさえ）。
愛知県名古屋市の生まれ、宇治りうと4代目紫文に一中節の手解きを受け、1921年に紫佐江、紫友を経て1947年に5代目宇治倭文を襲名。1949年に5代目紫文を襲名し家元になる。1968年に引退し宇治ひさを名乗る。「須磨の月」を作曲。

## 6代目
（明治44年（1911年）1月10日 - 昭和49年（1974年）1月23日）本名は岩城采子。
大阪の生まれ、1933年から4代目紫文に学び、1939年に宇治文、1968年に5代目紫文が引退したために6代目紫文を襲名。

## 7代目
（昭和8年（1933年）8月8日 - ）本名は梅津ふじ。
山形県生まれ、1944年から山田流箏曲を中田博之に師事。1958年に6代目紫文に師事し1964年に宇治文彩の名を許される。1983年、1985年に芸術祭優秀賞受賞。1992年に7代目紫文を襲名。1993年に芸術作品賞受賞。1996年に芸術選奨文部大臣賞受賞。1997年に紫綬褒章受章。1999年に重要無形文化財保持者（人間国宝）として各個認定された。
2003年11月に旭日中綬章受章。